# Rue de la Grange (Strasbourg)
Pour les articles homonymes, voir Rue de la Grange.
La rue de la Grange (en alsacien : Klein Stadelgass) est une voie de Strasbourg rattachée administrativement au quartier Gare - Kléber, qui va du no 5 de la rue du Coin-Brûlé au no 10 de la place Kléber. C'est une zone piétonne. 

## Histoire
Il y eut en réalité deux rues portant ce nom, la petite rue de la Grange et la grande rue de la Grange. Leur nom provient d'une remise à grains (Stadelhof) que la fabrique de la cathédrale avait cédée aux Dominicains en 1253, par voie d'échange. En 1327 un violent incendie détruit 46 maisons de la rue et des environs.
En 1912, la grande rue de la Grange est absorbée par la percée de la rue du 22-Novembre, mais plusieurs maisons anciennes sont conservées.

## Toponymie

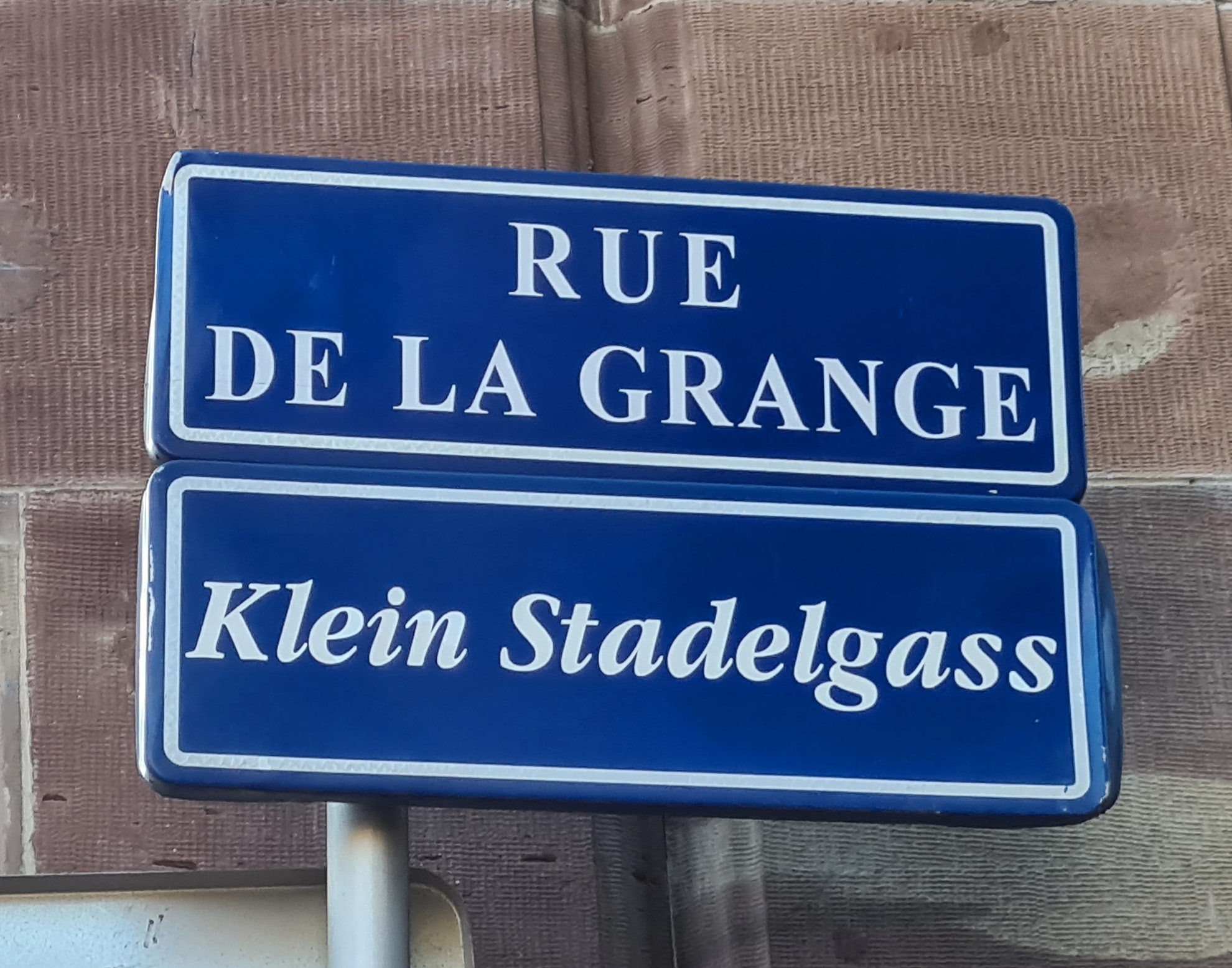
Plaque bilingue, en français et en alsacien.

La rue porte successivement les dénominations suivantes, en allemand ou en français : Kleine Stadelgasse (1302), Klein Stadelgässlein (1341), petite rue de la Stadel (1786), rue des Trophées (1794), Petite rue de la Grange (1795), Kleine Gtadelgasse (1872, 1940), rue de la Grange (1918, 1945).
À partir de 1995, des plaques de rues bilingues, à la fois en français et en alsacien, sont mises en place par la municipalité lorsque les noms de rue traditionnels étaient encore en usage dans le parler strasbourgeois. La rue est ainsi sous-titrée Klein Stadelgass.

## Bâtiments remarquables

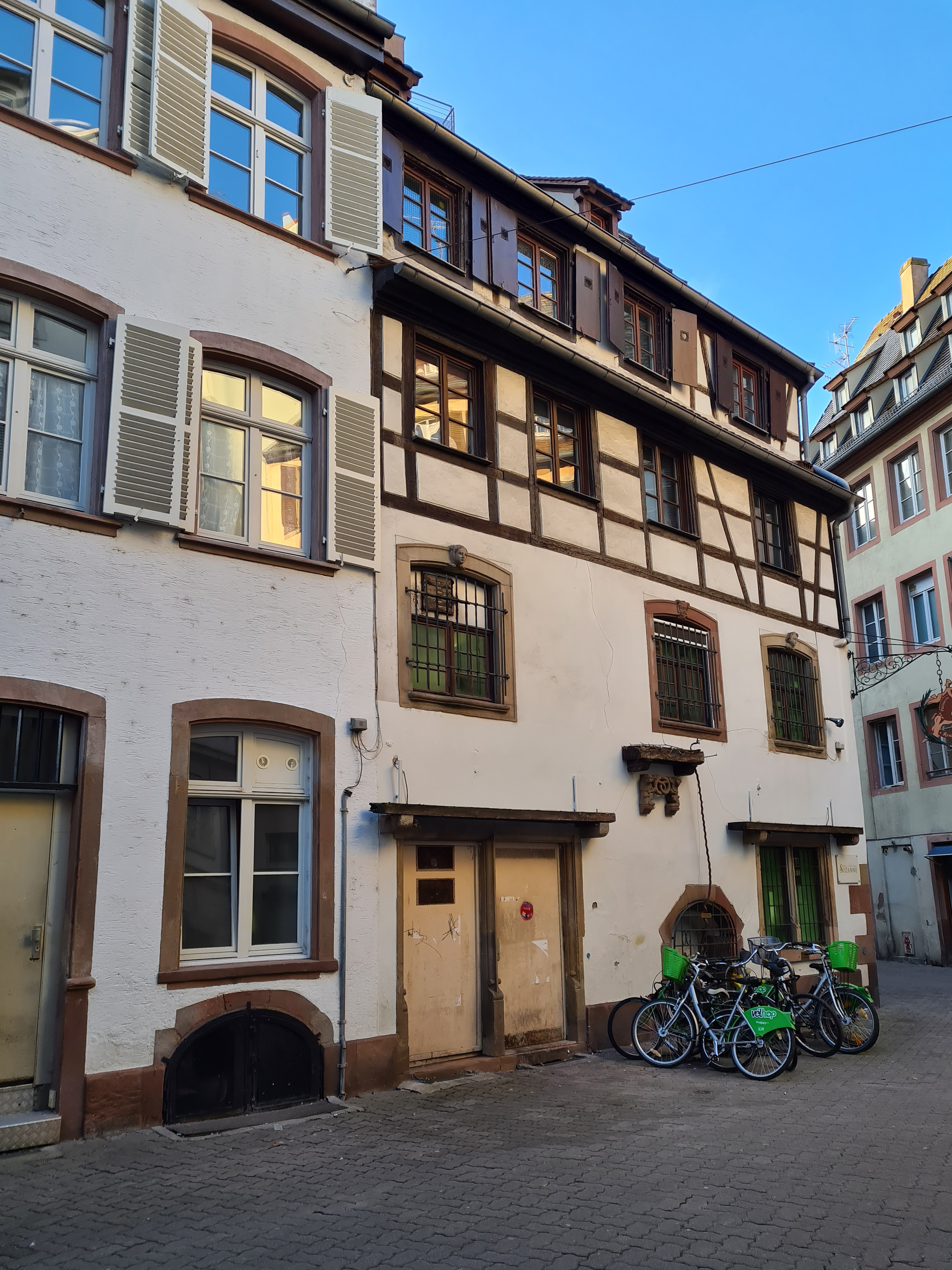
Angle avec la rue du Coin-Brûlé (no 2).
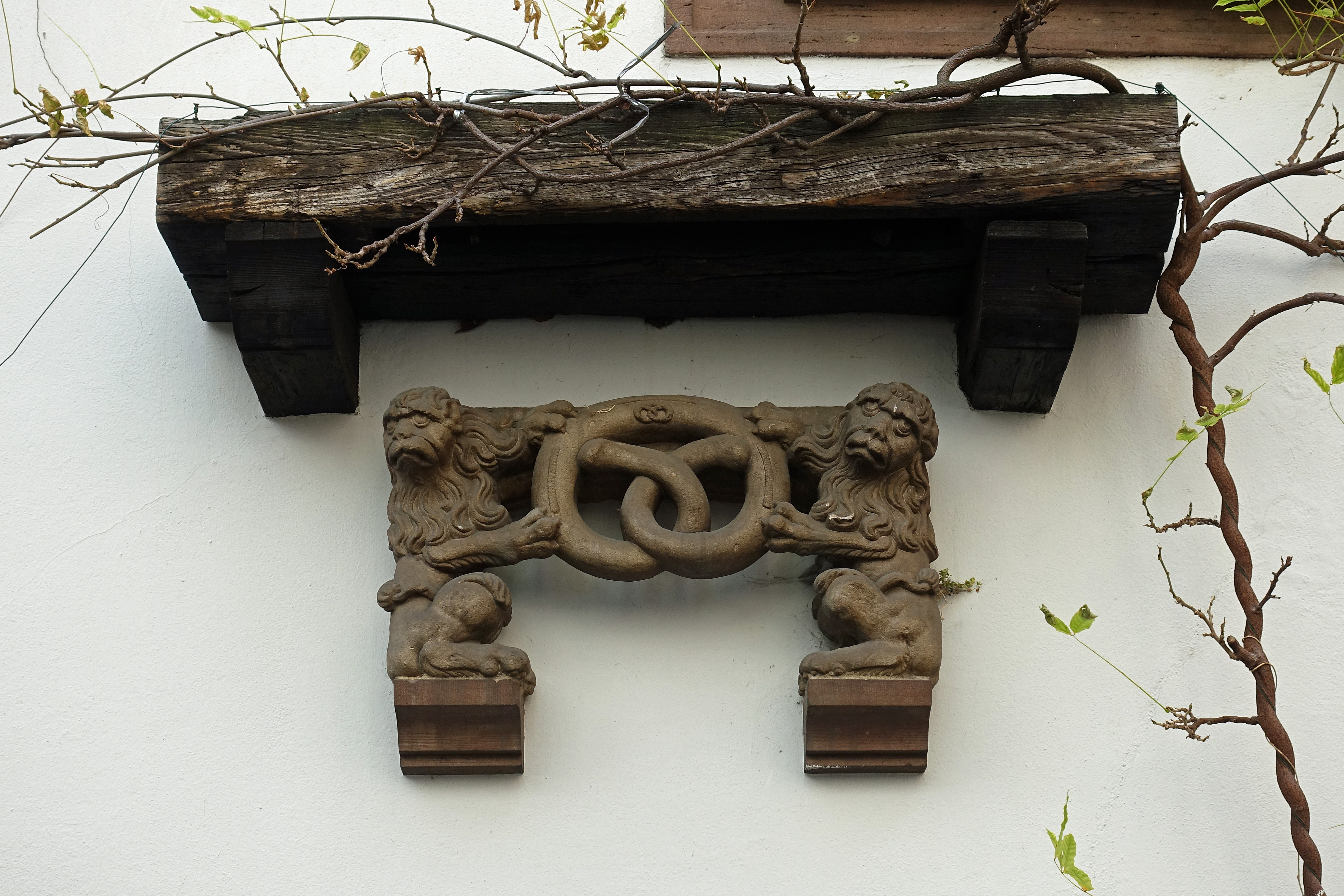
Sculpture de deux lions tenant un bretzel (no 2).
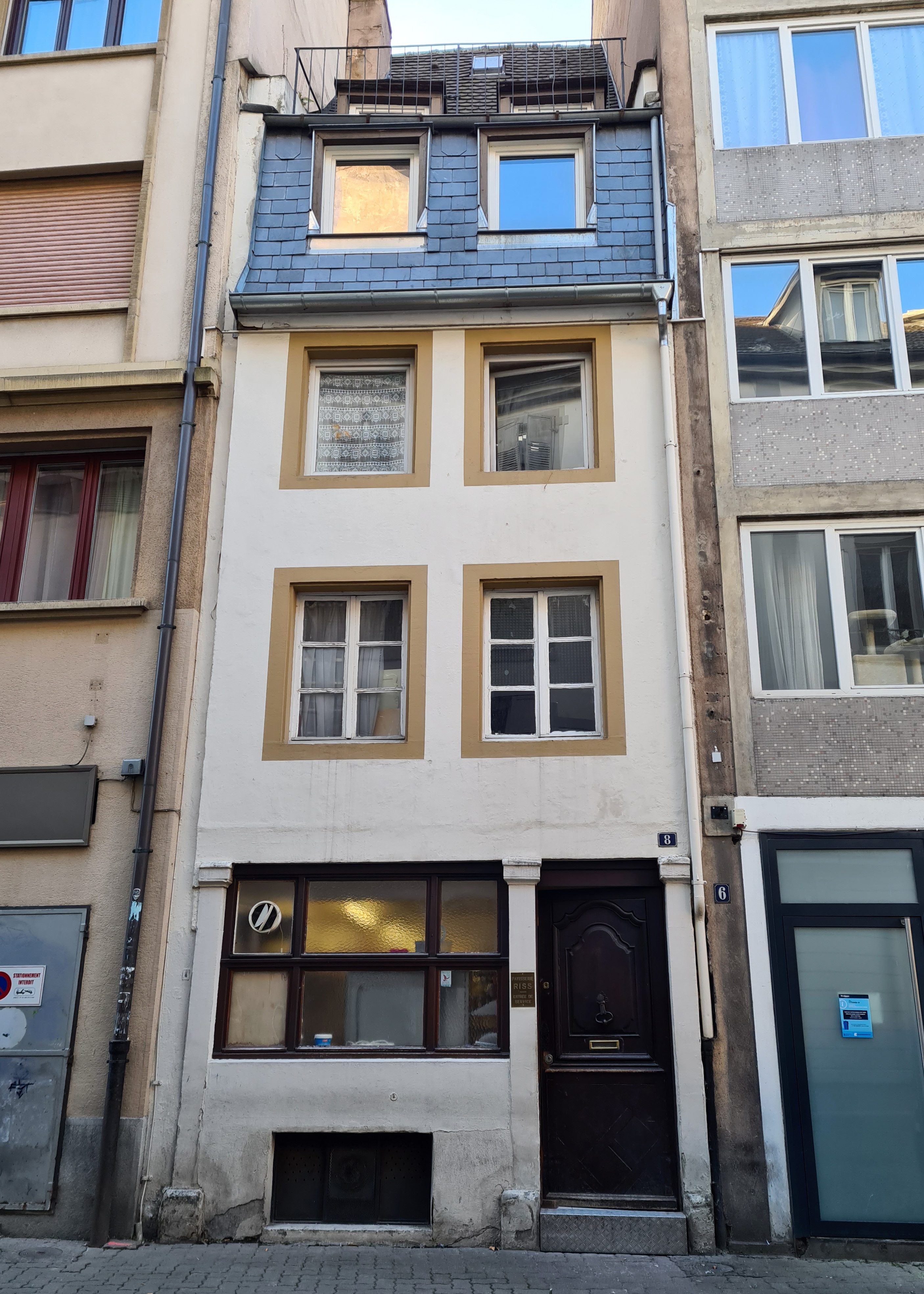
no 4.
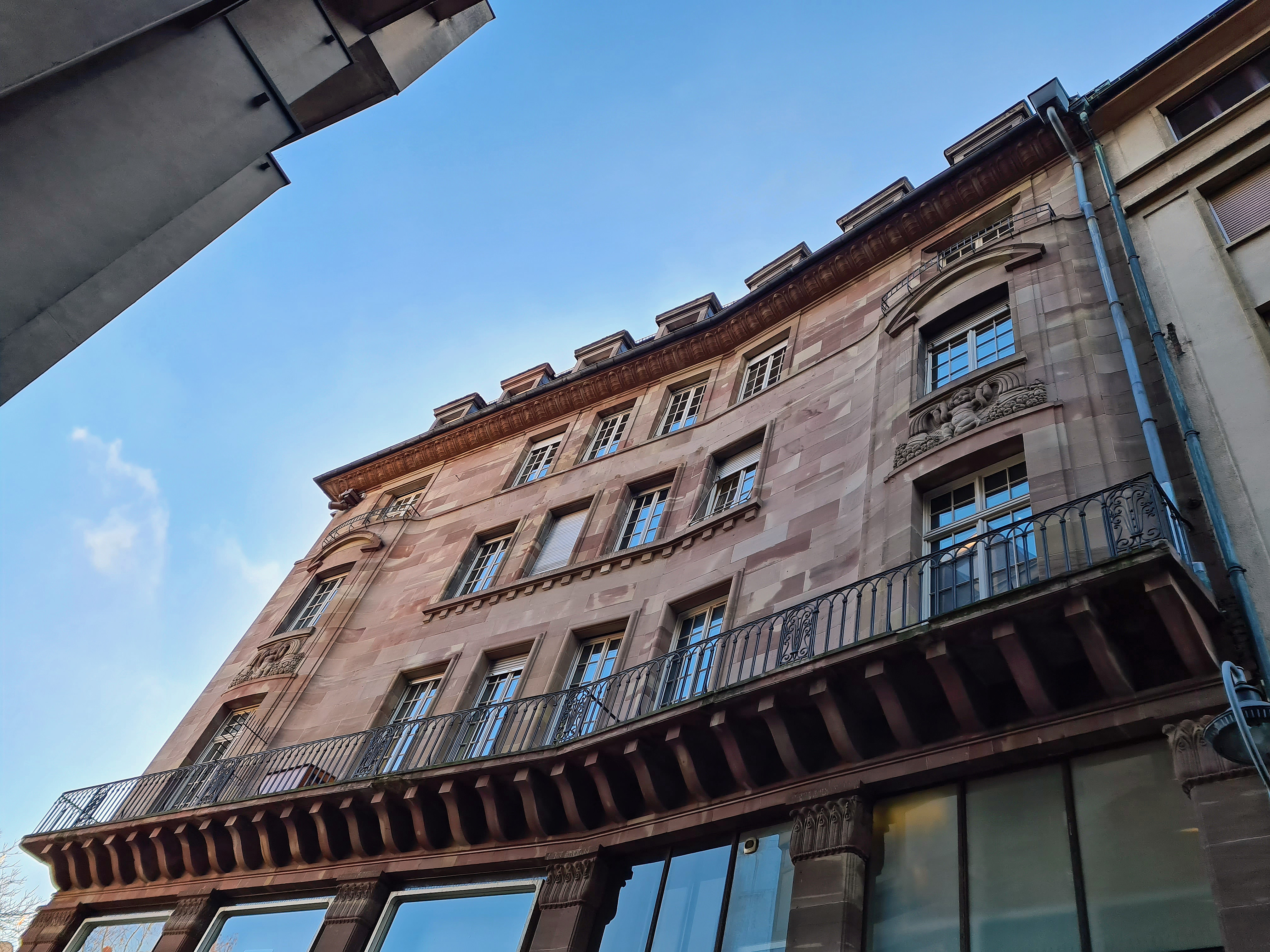
Angle avec la place Kléber (no 12).